# Jorge Espericueta
Jorge Jonathan Espericueta Escamilla, né le 9 août 1994 à Monterrey, est un footballeur mexicain qui joue au poste de milieu de terrain à l'Atlético Veracruz.

## Carrière

### En sélection
En 2015, il participe au Festival international espoirs – Tournoi Maurice-Revello avec le Mexique, qui se déroule en Provence-Alpes-Côte d'Azur.

## Palmarès

### En équipe nationale
- Équipe du Mexique des moins de 17 ans
  - Vainqueur de la Coupe du monde de football des moins de 17 ans en 2011

### Distinctions personnelles
- Équipe du Mexique des moins de 17 ans
  - Ballon d'argent de la coupe du monde de football des moins de 17 ans en 2011